# Peste
Pour les articles homonymes, voir Peste (homonymie).
 Mise en garde médicale
La peste est une anthropozoonose, c'est-à-dire une maladie commune aux humains et aux animaux, causée par le bacille Yersinia pestis, découvert par Alexandre Yersin de l'Institut Pasteur en 1894.
Elle se transmet principalement par piqûre de puce. Son réservoir d'origine est constitué de nombreuses espèces de rongeurs sauvages, ou commensaux comme le rat. Endémique en certaines régions ou foyers, elle peut acquérir un caractère épidémique, voire pandémique, avec un taux élevé de létalité.
La peste humaine peut prendre trois formes : peste bubonique, peste septicémique et peste pneumonique. La transmission interhumaine peut être indirecte par puce (peste bubonique) ou directe par voie aérienne (peste pulmonaire).
La peste a eu de nombreux impacts dans l'histoire humaine. Trois grandes pandémies sont distinguées : la première pandémie (VIe au VIIe siècle), la deuxième pandémie (XIVe au XVIIIe siècle) et la troisième pandémie (1855 - milieu du XXe siècle).
Au début du XXIe siècle, la peste des rongeurs sauvages reste endémique dans plusieurs régions du monde (Asie centrale, Ouest des États-Unis, Afrique notamment Madagascar…). La peste humaine peut être traitée efficacement par antibiotiques si le diagnostic est fait à temps, mais elle reste redoutable dans sa forme pulmonaire en milieu urbain dégradé (insuffisance du système de santé).
Par analogie, d'autres maladies à forte morbidité pour d'autres espèces sont également nommées peste, comme la peste aviaire, celle du canard, celle du porc. Ce sont des maladies virales qui n'ont rien à voir avec la peste humaine.

## Étymologie
Le terme peste apparaît en moyen français au XVe siècle (vers 1460, ou en 1475). Il dérive du latin pestis signifiant d'abord « fléau » au sens propre (l'outil ou l'arme de guerre qui sert à battre ou à frapper) et aussi, au sens figuré, toutes les calamités, ruines et destructions, dont toute épidémie à forte mortalité (pestilence ou « maladie contagieuse, épidémie »,).
En ancien français, il existait déjà le terme pester apparu au XIIe siècle, à partir du latin vulgaire pistare pris pour pinsare « piler, broyer ». L'ancien français pester a pour sens 1) broyer, pétrir 2) piétiner, fouler 3) battre. L'ancien français pestel est le pilon, la massue, le haut du bras qui servent à frapper. De la même famille sont les termes d'ancien français pestrir « pétrir » et pestrin « pétrin ».
L'ancien français pestilance (pestilence) apparu en 1120, du latin pestilentia, signifie « maladie pestilentielle », fléau ou calamité, carnage ou défaite, ainsi que toute odeur infecte (en particulier celle d'un champ de bataille couvert de cadavres).
Les origines du terme latin pestis sont obscures ou incertaines. Il n'existe pas d'équivalent en grec ancien. Plusieurs termes grecs recouvrent les sens déjà mentionnés comme epidemios « sur le peuple » (epi et demos) ; nosos « maladie » ; phtoros « ruine, destruction » ; loimos « fléau ». Tous ces termes sont utilisés par Thucydide pour désigner « la peste d'Athènes » (le texte grec original n'a pas de titre).
Le terme latin plaga (le coup et son résultat) a donné le français plaie et l'anglais plague (peste). Dans la Septante, traduction de la Bible hébraïque en grec ancien, les juifs grecs d'Alexandrie utilisent le terme loimos pour chacune des 10 plaies d'Égypte en français, the 10 plagues of Egypt en anglais.
Le sens moderne du terme peste se précise progressivement à partir du XVIe siècle jusqu'à la fin du XIXe siècle (découverte de la bactérie causale).

## Bactériologie

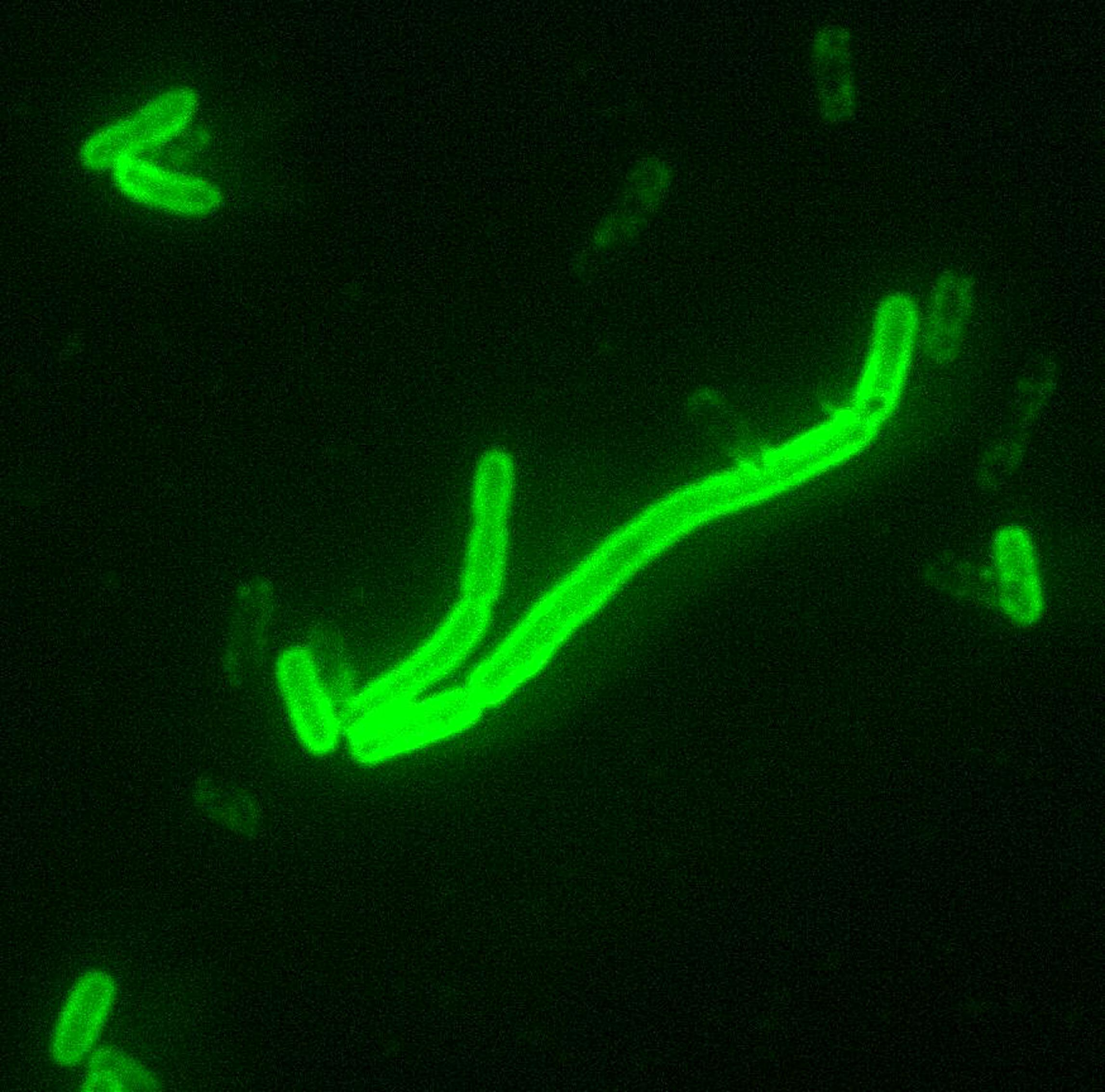
Yersinia pestis, vue avec un grossissement de 200 en fluorescence. Cette bactérie portée par les puces est responsable des différentes manifestations de la peste.

Dans le règne des bactéries, Yersinia pestis est un coccobacille de 0,5  à   0,8 μm de largeur sur 1  à   3 μm de longueur, sans motilité, capsulé, Gram négatif, aéro-anaérobie facultatif, appartenant à la famille des Enterobacteriaceæ. Il présente une coloration bipolaire en présence des colorants Wright (en), Giemsa et Wayson (en) et se développe sur des milieux de culture standards en deux jours à 28 °C.
Ce germe est résistant, il reste virulent plusieurs jours dans un organisme en putréfaction. Il est sensible à la chaleur et à la dessiccation (il ne résiste pas longtemps à la lumière solaire), mais il résiste au froid.
Il possède plusieurs facteurs de virulence qui lui permettent de survivre chez l'humain en utilisant les nutriments des cellules hôtes et en empêchant la phagocytose et d'autres mécanismes de défense.
Trois variétés de souches (variétés dites biovars) sont notées à partir de leurs caractéristiques biochimiques : antica, medievalis, et orientalis (il existe d'autres biovars, mais strictement liés aux rongeurs). Les trois biovars liés aux humains auraient correspondu à chacune des trois pandémies historiques de peste (peste de Justinien, peste noire et peste de Chine). Cette hypothèse, proposée en 1951, est considérée comme inexacte.
Des traces de protéines microbiennes peuvent être détectées même après plusieurs siècles, grâce à des tests dont les archéologues peuvent faire usage. Le séquençage du génome de Y. pestis a été réalisé en 2001 par l'équipe de Julian Parkhill de l'Institut Sanger à Cambridge et par B. Wren. Ils ont détecté 4 012 gènes codant des protéines.
Ces techniques biomoléculaires ont permis de rattacher la peste noire à orientalis, et la peste de Justinien à un biovar disparu ou non retrouvé.
La classification biochimique des souches tend à être remplacée par une classification phylogénétique des Y. pestis en cinq grand embranchements numérotés de 0 à 4. La diversité génétique de Y. pestis est relativement limitée, du fait de son origine récente, mais avec des phases d'explosion du taux de mutations coïncidant avec des épidémies historiques.
Y. pestis semble être une évolution de Yersinia pseudotuberculosis, la divergence ayant pu avoir lieu il y a environ 10 000 à 20 000 ans.

## Réservoirs et vecteurs
La peste est d'abord une zoonose affectant surtout les rongeurs. Si l'unanimité est faite sur le modèle général rongeurs-puces-humains, de nombreux problèmes de détail (espèces exactes en cause, modalités et mécanismes…) restent controversés et en cours de discussion.

### Réservoirs
La peste aurait le paradoxe d'être conservée par des espèces qu'elle détruit. Les rongeurs sensibles (qui meurent de peste en moins d'une semaine) compensent cette mortalité par un renouvellement de génération particulièrement élevé : les rats se reproduisent à l'âge de quatre mois, les rates ont environ quatre portées par an, chaque portée étant de six petits en moyenne.
La peste se répartit en foyers naturels d'endémies animales ou enzooties, plus ou moins permanentes, avec des alternances d'épidémies animales ou épizooties et des phases muettes, principalement en Asie, Afrique et Amérique de l'Ouest.

#### Peste tellurique
Il existe une peste tellurique, où la bactérie peut se conserver par le froid et se multiplier dans le sol. C'est particulièrement le cas dans les terriers de rongeurs après une épizootie de peste. Lorsqu'une région se repeuple de rongeurs, ils réoccupent les terriers vides et contractent à nouveau la maladie par inhalation ou ingestion lors du fouissement. Ce phénomène pourrait expliquer le caractère cyclique de la peste, après disparition apparente.

#### Peste selvatique ou sauvage

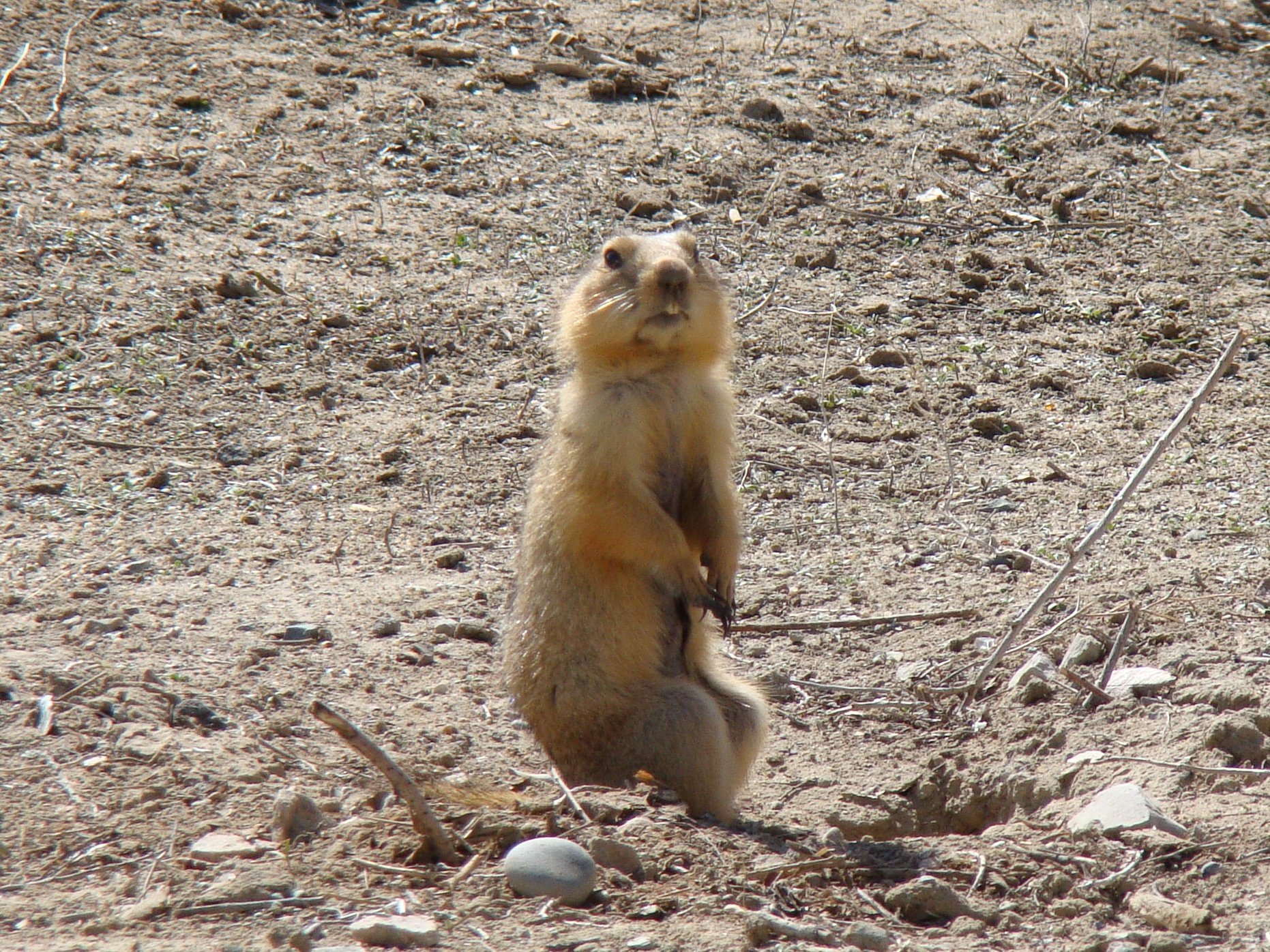
Souslik jaune Spermophilus fulvus, région de la Mer Caspienne, un des réservoirs probables d'origine de la Peste noire médiévale.

Le réservoir primaire de la peste est représenté par de très nombreux rongeurs sauvages, constituant un réservoir naturel permanent de la maladie. La nature exacte du réservoir animal principal diffère selon les régions du monde.
Dans ces foyers enzootiques, plus de deux cents espèces ont été recensées, dont une quarantaine sont des réservoirs permanents, comme des marmottes (Asie Centrale), des gerbilles (Afrique du Sud) et des mériones au Proche-Orient. Les spermophiles (écureuils fouisseurs) jouent aussi un rôle important en Russie du Sud-Est (Spermophilus suslicus, S. fulvus…) ; de même dans l'Ouest des États-Unis (S. variegatus, S. becheyi) où l'on trouve aussi les chiens de prairie,.
Les rongeurs sauvages hibernants, comme la marmotte, pourraient aussi expliquer la permanence de la maladie d'une année à l'autre. Ceux qui ont contracté la peste ne présentent pas de maladie durant l'hibernation, puis l'infection se réactive brutalement au réveil, entraînant la mort de l'animal.
La bactérie est alors transmise de rongeur à rongeur par piqûre de puce, les différentes espèces de rongeurs étant plus ou moins sensibles ou résistantes. Il y aurait des hôtes primaires principaux, plutôt résistants (infection inapparente) où la bactérie circule en permanence, et des hôtes secondaires sensibles qui amplifient et disséminent la maladie, en particulier les rongeurs péri-domestiques.
La mort de rongeurs sensibles déclenche un lâcher de puces qui peuvent infecter des hôtes vertébrés de voisinage, les lagomorphes (lapin, lièvre) et les carnivores (chien, chat…). Ces derniers peuvent aussi infecter les humains lors d'un contact (si peau lésée) ou d'une morsure par un animal infecté.

#### Peste péri-domestique ou rurale

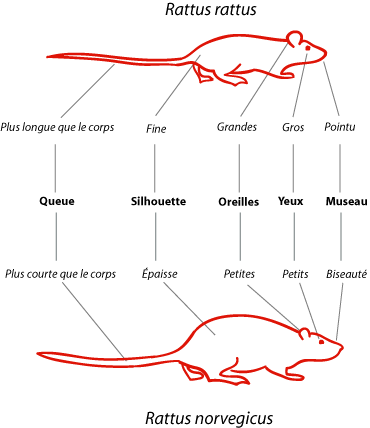
Différences entre le Rattus rattus et le Rattus norvegicus.

La peste des rongeurs commensaux des humains est la principale source d'origine de la peste humaine ou peste urbaine.
En Europe, les deux espèces responsables des épidémies historiques de peste humaine sont le rat noir (Rattus rattus) et le rat gris ou surmulot (Rattus norvegicus).
Le rat noir (R. rattus) est originaire d'Asie du Sud-Est. Il s'établit au Proche-Orient dans l'Antiquité et parvient en Méditerranée orientale et en Europe du sud à l'époque romaine. Le rat noir est un animal sédentaire, qui ne se déplace pas activement sur de longues distances. Il vit à proximité de l'homme (on n'en trouve pas à plus de 200 m d'une habitation). Adapté aux activités humaines, il vit surtout dans les greniers et à bord des navires. Il peut être transporté parmi les marchandises (sacs de grains, ballots de tissus…). Sensible à la peste, il sort de son trou pour mourir, et les chroniques orientales signalent souvent la mort de rats précédant la peste humaine.
Le rat noir a été progressivement évincé par le rat gris (R. norvegicus) plus gros et plus robuste. R. norvegicus est originaire d'Asie centrale, il supplante le rat noir en Europe à partir de la Renaissance jusqu'au début du XIXe siècle. Il est moins lié aux humains, il sait nager et aime l'humidité, il peut vivre dans les caves et les égouts en zone urbaine, ou en terriers à la campagne. Cependant, le rat gris est moins sensible à la peste et il ne sort pas de son trou pour mourir, ce qui limite les cas de contact. Le remplacement du rat noir par le rat gris au XVIIIe siècle serait l'un des facteurs expliquant le déclin des épidémies en Europe pendant cette période.

### Vecteurs

#### Données

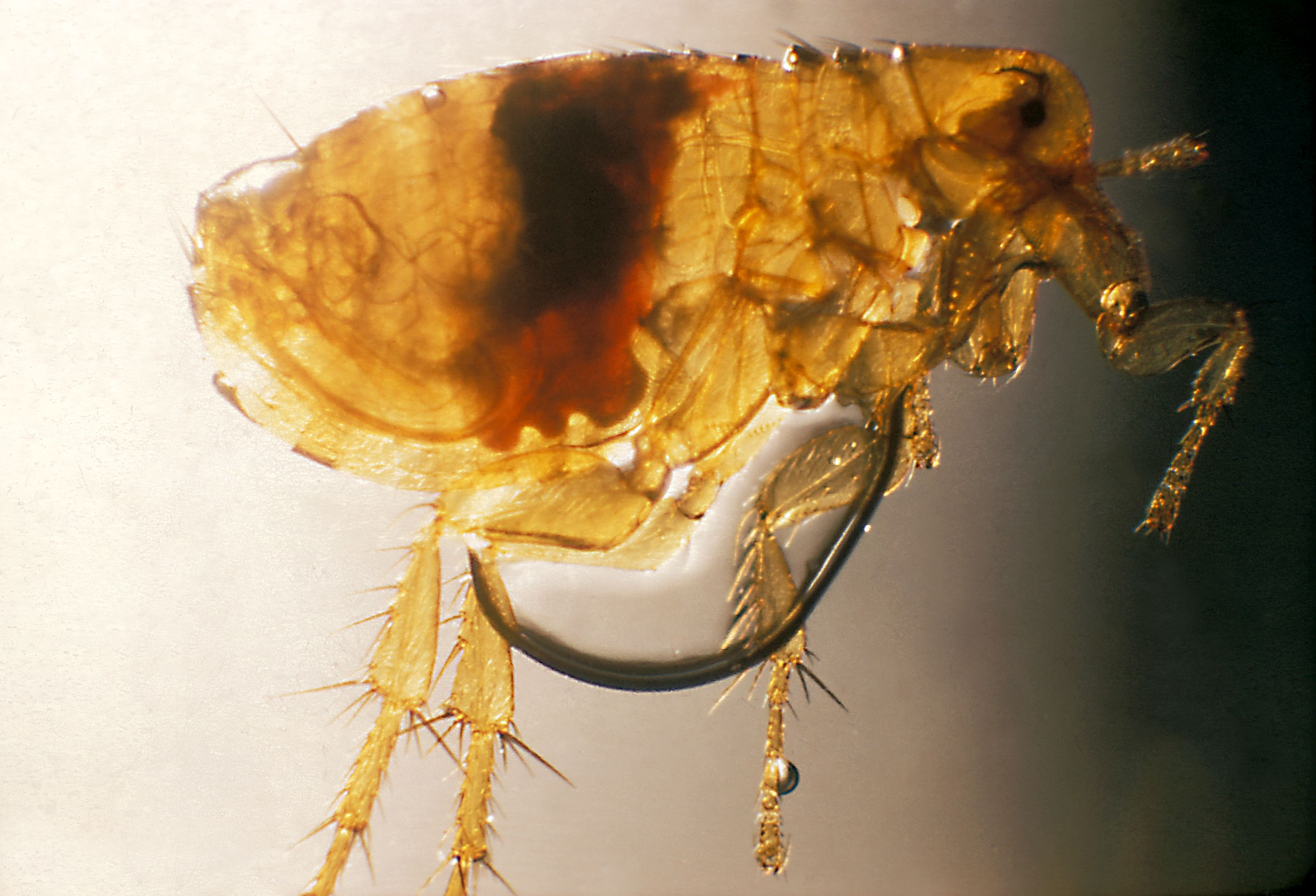
Puce Xenopsylla cheopis après repas sanguin, avec blocage proventriculaire.

Les vecteurs de la peste sont des ectoparasites. Celle des rongeurs et des humains s'effectue par piqûre de puce, près de 80 espèces de puces sont impliquées dans cette transmission. En principe, il existe une grande spécificité des puces, chaque espèce de puce étant spécialisée pour son hôte, mais des exceptions sont possibles, notamment quand la puce ne trouve pas son hôte habituel.
Les vecteurs principaux aboutissant à la peste humaine sont la puce du rat : Xenopsylla cheopis, dans les pays chauds comme l’Inde, ou Nosopsyllus fasciatus en Europe. Lorsqu'un humain est touché par une puce du rat (par exemple en manipulant un rat mort), il contracte la maladie. Pulex irritans (puce de l'homme) prend alors le relais pour la transmission  interhumaine. Une puce infectée le reste toute sa vie. Elle transmet la bactérie par piqûre, et accessoirement par ses déjections qui se retrouvent sur la peau humaine ou dans la poussière des habitations.
Les deux sexes de puces sont hématophages. En se multipliant dans « l'estomac » de la puce, ou proventricule, les bactéries bloquent la digestion. La puce affamée doit à nouveau se nourrir, ce blocage proventriculaire régurgite des bactéries vers le nouvel hôte piqué. Le schéma généralement admis est que seules les puces bloquées sont des vecteurs efficaces, les partiellement bloquées étant les plus dangereuses du fait d'une survie prolongée (une puce totalement bloquée finit par en mourir).

#### Discussions
Le modèle de Marcel Baltazard (1908-1971) faisait de la puce humaine Pulex irritans, un vecteur essentiel de la peste humaine, pouvant expliquer des épidémies de pestes « sans rats ».
Ce schéma est critiqué sur des arguments physiologiques (pas de blocage proventriculaire de la puce humaine) et épidémiologiques, entre autres par Frédérique Audoin-Rouzeau. La peste humaine serait alors sous la responsabilité exclusive des rongeurs sauvages, des rats et de leurs puces spécifiques,.
D'autres hypothèses sont apparues au XXIe siècle. Il existerait une transmission précoce chez les puces infectées qui se mettrait en place avant même le blocage proventriculaire. Dès lors des espèces de puces considérées comme non ou peu vectrices, pourraient l'être.
Sur des données expérimentales, Baltazard avait aussi montré que le pou de corps humain Pediculus humanus humanus pouvait être, à l'occasion, un vecteur de peste. Cette transmission, se faisant par piqûre ou lésion de grattage (transmission par les fèces de pou), est de nouveau envisagée comme probable,.
Ces différentes hypothèses sont liées à la difficulté d'expliquer (par un modèle unique et simple) le déroulement de toutes les épidémies de peste, animales ou humaines, historiques ou contemporaines.

## Physiopathologie
Après la morsure de la puce infectée, le germe se multiplie au point d'inoculation laissant une vésico-pustule puis gagne le système lymphatique et colonise le ou les ganglions satellites du point d'inoculation (le bubon). Une ou plusieurs adénites localisées et suppurées apparaissent. L'évolution de la dissémination par voie hématogène permet au germe d'atteindre l'ensemble des organes et les poumons où il développera une localisation pulmonaire secondaire. Le bacille se multiplie dans les macrophages et libère une toxine qui les détruit.

## Formes cliniques
En zone endémique, toute adénite suppurée doit faire évoquer un bubon pesteux. La peste s'exprime sous trois formes cliniques principales différentes, pouvant parfois se succéder dans le temps :

### Peste bubonique

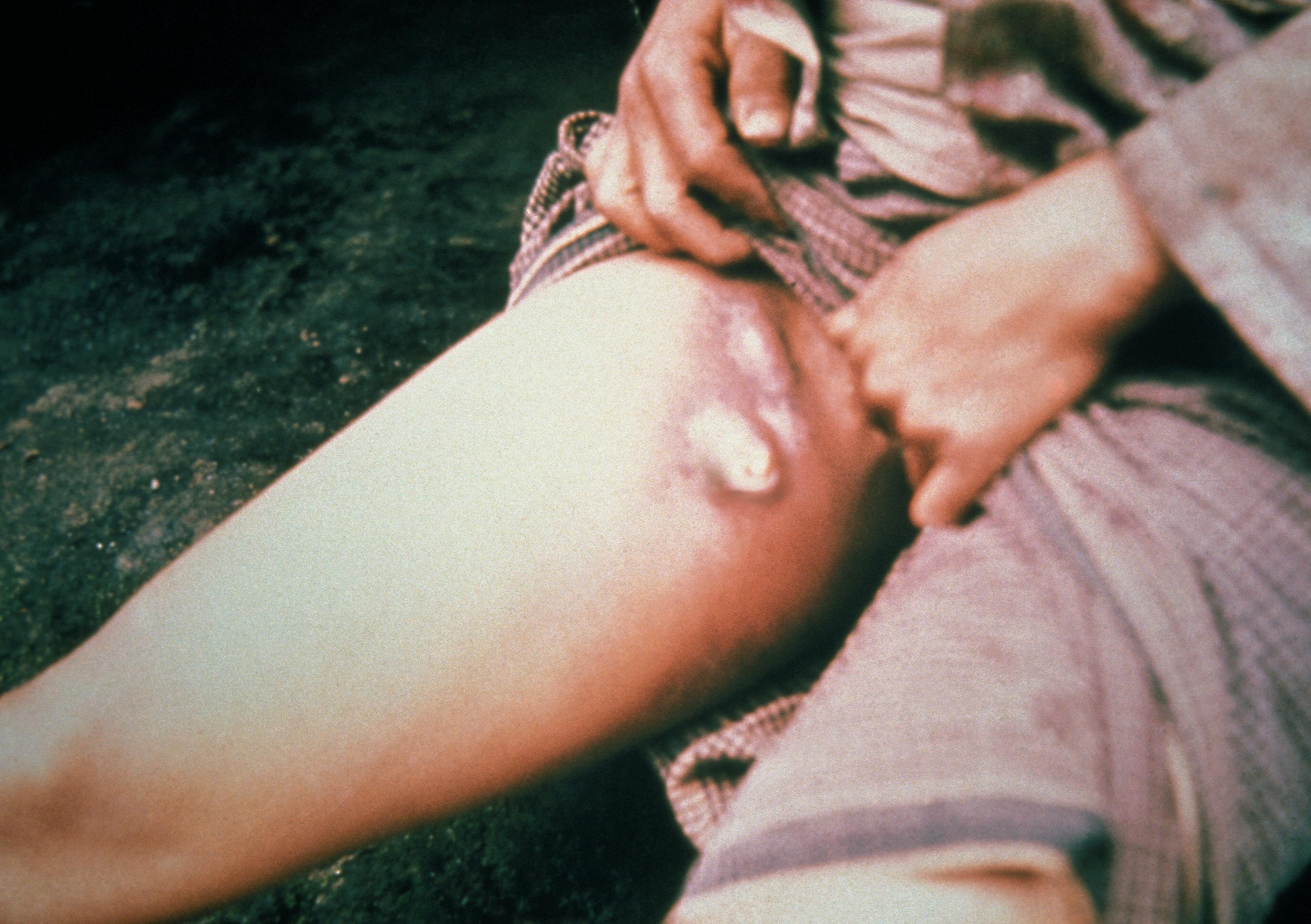
Bubons à l'aine d'une personne atteinte de la peste bubonique.

Forme la plus fréquente, la peste bubonique fait suite à la piqûre de la puce. La peste peut se déclarer d'abord chez les rongeurs qui meurent en grand nombre. Les puces perdant leur hôte recherchent d'autres sources de sang, et contaminent humains et animaux domestiques par piqûre. Après une incubation de moins d’une semaine, apparaît brutalement un état septique avec fièvre élevée sans dissociation de pouls, frissons, vertiges, sensation de malaise.
Le bubon apparaît vers le 2e jour (visible à l'œil nu) après le début fébrile, mais il peut être détecté dès les premières heures par la palpation. C'est une adénopathie (ou ganglion augmenté de volume), satellite du territoire de drainage de la piqûre de l’ectoparasite. Les aires ganglionnaires le plus souvent touchées sont l’aire inguinale (pli de l'aine) ou crurale (haut de la cuisse), plus rarement axillaire voire cervicale. Il est d'abord sensible, inflammatoire, puis de plus en plus douloureux à mesure qu'il grossit.
Des signes de déshydratation et de défaillance neurologique vont accélérer l'évolution de la maladie vers une mort en moins de sept jours en l'absence de traitement efficace. On estime entre 20 et 40 % le nombre de malades qui vont guérir spontanément après un temps de convalescence assez long.

### Peste septicémique
Cette forme constitue 10 à 20 % des pestes. La peste septicémique est la plupart du temps une complication de la peste bubonique, due à une multiplication très importante des bacilles dans la circulation sanguine. Cette variété de peste apparaît quand les défenses des ganglions lymphatiques et les autres types de défense sont dépassés (peste septicémique secondaire). Le bubon peut être absent, le germe se multipliant immédiatement dans le sang (peste septicémique primaire). Il s'agit d’une forme mortelle sans traitement, mais non contagieuse.

### Peste pneumonique ou pulmonaire
Forme plus rare que la peste bubonique, c'est la forme la plus dangereuse car extrêmement contagieuse. La peste pneumonique ou pulmonaire survient lorsque le bacille pénètre directement dans l'organisme par les poumons (peste pulmonaire primaire), ou par complication pulmonaire d'une peste septicémique (peste pulmonaire secondaire). Les humains sont contaminés, et contaminent, par les crachats (expectorations purulentes) et les projections microscopiques (toux, postillons) contenant le germe.
Après une période d'incubation de quelques heures à deux jours, s’installe une pneumopathie aiguë sévère avec état septique. Même avec un traitement antibiotique approprié, cette forme de peste est souvent mortelle en quelques jours par œdème pulmonaire aigu et défaillance respiratoire.

### Autres formes
La peste pharyngée survient après consommation d'aliments contaminés par Yersinia pestis. Elle se présente comme une pharyngite avec amygdalite, une fièvre élevée, une toux sèche, et une lymphadénite (inflammation des ganglions du cou).

## Diagnostic biologique

### Examens d'orientation
La prise de sang (hémogramme) montre habituellement une augmentation du nombre de globules blancs (hyperleucocytose à polynucléaires neutrophile) de l'ordre de 15 000 à 25 000 éléments par mm3, et une baisse des plaquettes sanguines (thrombopénie modérée).
Chez l'enfant, on peut observer une myélémie ou passage dans le sang d'éléments précurseurs provenant de la moelle osseuse.
Dans les formes graves, la thrombopénie peut s'accompagner de troubles de la coagulation consistant en une coagulation intravasculaire disséminée. Des altérations des fonctions hépatiques et rénales sont fréquemment constatées.

### Examens de confirmation
La survie du patient dépend de la précocité du diagnostic.

#### Prélèvements et mise en cultures
Les principaux prélèvements se font à partir d'un bubon (prélèvement par aspiration à l'aiguille), du sang, des crachats ou de l'aspiration bronchique. L'examen direct au microscope après colorations peut permettre d'identifier parfois des bacilles de coloration bipolaire caractéristique.
La mise en culture nécessite un délai de 48 h, elle est nécessaire pour isoler et identifier la bactérie. Dans la peste pulmonaire, le diagnostic est confirmé par la culture des crachats ou de l’aspiration bronchique. Les hémocultures (mise en culture du sang du patient) sont l'examen-clef d'une forme septicémique. L'identification de Y. pestis se fait par la mise en évidence de bactéries gram-négatives de forme ovoïde, et de l'étude de leurs caractères biochimiques à 28 °C.
L'inoculation à la souris entraîne la mort de l'animal en 2 à 5 jours.
Des techniques de biologie moléculaire par PCR permettent de porter un diagnostic en quelques heures, mais elles ne sont pas disponibles partout, notamment pas dans les pays où la peste est endémique, et le plus souvent réservées aux laboratoires de référence et de recherches.
Par ailleurs, la recherche de la bactérie peut se faire lors d'autopsies, cadavres de malades suspects ou de rongeurs, par prélèvement d'organe (ganglions, foie, poumons, rate…), le germe étant particulièrement résistant dans les corps en putréfaction.

#### Immunologie
Les tests aux anticorps fluorescents ou ELISA sont trop tardifs (sérologie positive 6 à 10 jours après le début de l'infection). Ils restent d'intérêt épidémiologique (diagnostic rétrospectif de confirmation),.
Depuis 2003, un test sur bandelette de diagnostic rapide (en 15 minutes) a été mis au point. Il s'effectue directement sur les échantillons biologiques pour détecter l'antigène capsulaire F1 du Yersinia pestis. Très utile en pays d'endémie, il ne permet pas d'affirmer à lui seul le diagnostic, tant que la bactérie n'a pas été isolée d'au moins un patient dans la zone considérée (résultat croisé avec d'autres yersinia comme Y. pseudotuberculosis). Il donne alors des résultats avec une excellente sensibilité et spécificité,.

## Traitement
Sans traitement moderne, la peste bubonique évoluait vers le décès par septicémie dans 60 % des cas, les formes septicémiques et pulmonaires étant presque toujours mortelles.
Un traitement réel contre la peste n’a été disponible qu’après la découverte du bacille par Alexandre Yersin en 1894. Il s'agissait de la sérothérapie par sérum antipesteux de Yersin (1896), un sérum obtenu par immunisation du cheval. Un autre traitement historique a été la phagothérapie, dans les années 1920-1930.
Le traitement par antibiotiques est le seul véritablement efficace (guérison en quelques jours). Y. pestis est naturellement résistant aux bêta-lactamines mais reste sensible aux aminosides : streptomycine, gentamicine et à la kanamycine (pour les nouveau-nés), aux cyclines, aux quinolones, au triméthoprime-sulfaméthoxazole (TMP-SMX), à la rifampicine, bien qu'il existe des souches résistantes à cette dernière.
La voie d’administration peut être orale ou parentérale, et l’antibiothérapie doit être prescrite au stade précoce (8 à 24 heures après le début de la peste pulmonaire) pour obtenir un maximum d’efficacité. Il a été décrit de rares souches résistantes à plusieurs de ces antibiotiques. Cette situation reste, pour l’instant, exceptionnelle.
L'incision du bubon et son drainage ne sont plus guère recommandés.

### Mesures de protection de santé publique

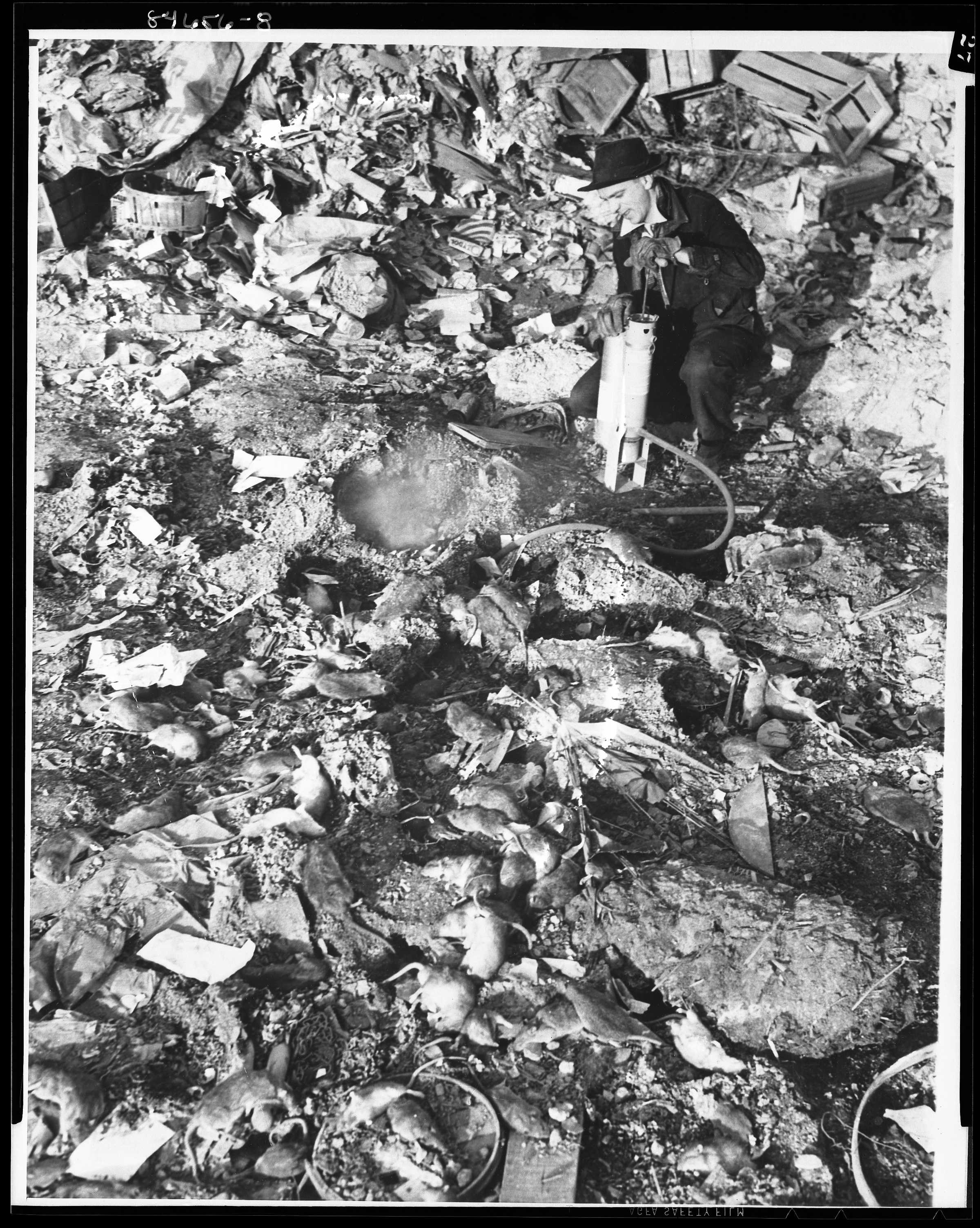
Lutte contre la peste et le typhus par l'élimination des rats de décharges (ici probablement durant la Seconde Guerre mondiale).
L'image montre un homme avec un pulvérisateur et de nombreux rats morts sur la surface des déchets. Il est sans doute en train de pulvériser un gaz toxique (chloropicrine ?) dans les « terriers » de rongeurs.

La peste est une maladie à potentiel épidémique qui justifie un diagnostic précoce et exige une déclaration aux autorités sanitaires nationales et internationales.
En France, la peste fait partie des maladies infectieuses à déclaration obligatoire auprès des agences régionales de santé (Maladie no 21).
D’après le plan Biotox de la Direction générale de la Santé française, les mesures de protection à prendre consistent à :
- porter un diagnostic précoce ;
- déclarer très rapidement aux autorités sanitaires la suspicion d'un cas de peste ;
- lancer une enquête épidémiologique pour identifier la source et les personnes exposées ;
- hospitaliser tout malade symptomatique dans une structure médicalisée, particulièrement ceux qui sont atteints de formes respiratoires ;
- limiter les déplacements pour éviter l'extension de l'épidémie ;
- administrer une antibioprophylaxie par cyclines, rifampicine ou streptomycine aux sujets en contact.

La désinsectisation et la lutte contre les réservoirs animaux (dératisation obligatoire des navires) sont déterminantes dans la prévention d’une épidémie. Dans les parcs naturels aux États-Unis, des panneaux préviennent les promeneurs d'éviter tout contact avec les rongeurs.
En situation épidémique de peste bubonique, il faut commencer par éliminer les puces des habitations par insecticides, et non pas les rats, car alors les puces de rat chercheraient d'autres hôtes de proximité comme les humains. Dans un deuxième temps, les rats sont éloignés des habitations en éliminant sources de nourriture, gîtes potentiels, ou contrôlés par rodenticides.

### Vaccination

#### Vaccin actuel
Il existe un vaccin (entier inactivé) dit KWC (Killed Whole-Cell) d'origine australienne (le KWC américain n'est plus produit depuis 1999). Ce vaccin est uniquement utilisé pour protéger les personnes à très haut risque, comme les militaires en opération dans des zones endémiques de peste, ou celles qui travaillent sur la peste (microbiologistes et chercheurs sur la bactérie, les puces ou les rats infectés). Ses inconvénients sont sa faible durée de protection (de l'ordre de 6 mois), ce qui peut nécessiter des injections de rappel, avec un risque d'effets secondaires plus important. De plus, il ne protège pas de la peste pulmonaire primaire. Il n'est pas disponible au public.
De nouveaux essais de vaccins sont en cours depuis 2005 au Canada. Le but est de trouver un vaccin efficace contre toutes les formes de pestes, y compris la forme pulmonaire.

#### Anciens vaccins
Waldemar Haffkine met au point le premier vaccin le 10 janvier 1897. Appelé aussi lymphe d’Haffkine, ce vaccin était composé de germes tués.
En 1921, un vaccin aqueux est mis au point par l'Institut Pasteur. Des vaccins vivants atténués ont été utilisés en Union soviétique et dans les colonies françaises.
En 1932, Girard et Robic mettent au point un vaccin vivant atténué dit EV (pour Evesque, nom du patient d'où a été isolée la souche du vaccin). En France, avec le sérum antipesteux, il restera le seul traitement possible contre la peste jusqu'au traitement de la maladie par les sulfamides puis par les antibiotiques (seuls ces derniers étant véritablement efficaces). Ce vaccin n'est plus fabriqué : très douloureux, il n'a pas démontré son efficacité.

## Épidémiologie actuelle

### Situation générale
Depuis la fin du XXe siècle, 33 pays renferment un foyer de peste (circulation à bas bruit du bacille pesteux dans le réservoir animal). Il existe une tendance générale à l’extension géographique, probablement liée à des modifications anthropiques de l’environnement ou à la colonisation de nouveaux territoires par des rongeurs commensaux comme le rat noir. Cependant, la distribution géographique de la peste humaine est plus limitée que les foyers naturels.
Les deux plus grandes épidémies de peste depuis les années 1990, sont celle de l'Inde en 1994 (874 cas et 54 décès) et celle de Madagascar en 2017 (597 cas et 55 décès).
De 2010 à 2015, 3 248 cas de peste humaine ayant causé 584 décès ont été répertoriés à travers le monde. Cela correspond à une baisse sensible, probablement liée à une évolution naturelle cyclique, comme il en a déjà été observé dans le passé.

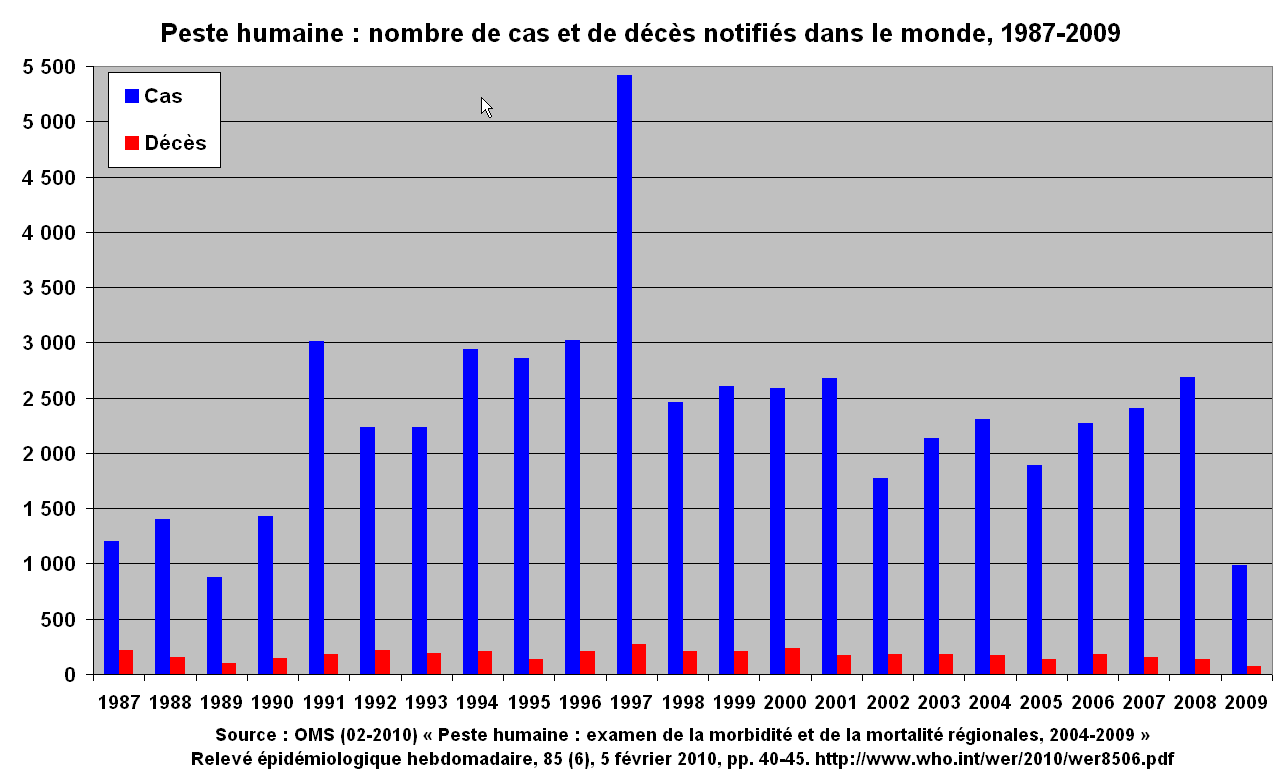
Peste humaine : nombre de cas et de décès notifiés dans le monde, période 1987-2009.

La survenue d'une épidémie de peste est considérée par l’OMS comme une situation d'urgence sanitaire. La peste est une maladie de la pauvreté en Afrique, en Amérique du Sud et en Inde. Ailleurs, dans les autres régions endémiques (Asie centrale, Ouest des États-Unis), c'est une maladie sporadique liée aux activités professionnelles ou touristiques de pleine nature.
L'Afrique est le continent le plus touché avec 90 % des cas de pestes répertoriés dans le monde, répartis dans 4 pays : Madagascar, la république démocratique du Congo, l'Ouganda et la Tanzanie.
L'Asie centrale reste le plus vaste foyer naturel de la maladie (considéré comme le berceau historique de la peste). Toutefois la population à risque se limite aux éleveurs et chasseurs des steppes et des montagnes. Quelques cas sporadiques sont signalés au Kirghizistan, en Russie, en Mongolie et en Chine.
En Amérique du Sud, des cas surviennent régulièrement au Pérou (Nord-Ouest du pays), liés à l'activité agricole, beaucoup plus rarement en Bolivie.
Dans l'Ouest des États-Unis, la peste circule parmi les rongeurs sauvages. Elle est responsable de quelques cas chaque année. La contamination peut se faire par l'intermédiaire d'animaux domestiques malades, chiens ou chats. En 2015, un cas de peste est déclaré au parc national de Yosemite en Californie . Du 1er avril au 28 août 2015, les centres pour le contrôle et la prévention des maladies (CDC) américains rapportent 11 cas d’infection par le bacille de la peste, dont 3 décès. Au total, pour la seule année 2015, les États-Unis notifient 16 cas de peste, dont 4 décès. Un cas a pu être contaminé par un autre, ce qui en fait le premier cas possible de transmission interhumaine aux États-Unis depuis 1924.

### En 2018 et 2019
La tendance à la baisse se retrouve en 2018, l’incidence mondiale de la peste humaine est la plus basse depuis 30 ans. Seuls cinq pays ont rapporté des cas humains en 2018. La République Démocratique du Congo (133 cas dont 5 décès) et Madagascar (104 cas et 34 décès) sont les pays qui rapportent le plus de cas en 2018. Les trois autres pays sont le Pérou (4 cas, 1 décès), la Bolivie (1 cas décédé), et les États-Unis (1 cas, zéro décès).
En 2019, un cas de peste a été signalé en Ouganda, l'enquête retrouvant trois décès suspects dans la même famille. Le 1er mai 2019, deux décès par peste septicémique sont survenus en Mongolie dans la province de Bayan-Ölgii.

### Formes cliniques
Lorsque la peste humaine est sporadique, survenant dans des régions isolées, elle est repérée en général sous la forme bubonique : Pérou (depuis 2014), États-Unis (depuis 2016), Chine, Bolivie, Mongolie, Kirghizistan et fédération de Russie (depuis 2013).
La survenue de formes septicémiques et pulmonaires dépend en partie de la qualité de la prise en charge des patients. Un retard au diagnostic et au traitement augmente le risque de complications, notamment de la forme pulmonaire hautement contagieuse, ce fut le cas à Madagascar fin 2017, où la peste est survenue en milieu urbain avec un système de santé déjà dégradé.
Selon l'OMS, la peste connaît de grands cycles pluriannuels, difficiles à expliquer. Malgré le relatif silence épidémiologique actuel, les autorités sanitaires doivent rester vigilantes pour ne pas être déstabilisées par la survenue soudaine de cas humains. La peste reste une maladie épidémique particulièrement redoutable, notamment dans sa forme pulmonaire en milieu urbain.

## Histoire

### Le terme de «peste»
Dans l'Antiquité, le terme de « peste », ou ses équivalents, ne désigne pas nécessairement la maladie aujourd'hui nommée peste, ni même une autre maladie spécifique. Il pouvait s'appliquer à un évènement catastrophique, frappant une cité entière, constituant en lui-même un concept culturel allant bien au-delà du concept de maladie. La peste, c'est ce contre quoi la religion et la médecine sont impuissantes, ce par quoi la Cité est mortelle sans défense possible. Au cours du temps, le terme peste désigne toute maladie mortelle, en grand nombre, en même temps, en un même lieu.
La première pandémie de peste reconnue avec certitude (du point de vue médical moderne) est la peste de Justinien (seconde moitié du VIe siècle). Toutefois, la maladie existait certainement avant cette date.

### Origine de la peste
Yersinia pestis serait issu de Yersinia pseudotuberculosis, la divergence datant de moins de 20 000 ans. Y. pseudotuberculosis est une bactérie à transmission féco-orale (infection intestinale modérée), elle aurait acquis des éléments génétiques modifiant son mode de transmission (voie sanguine, et vecteur puce). Une étude de 2015 révèle que la peste était déjà endémique en Eurasie, il y a 5 000 ans, dès l’âge du bronze, mais avec un bacille moins pathogène (souche de peste non transmise par la puce, munie encore de ses flagelles bien reconnus par le système immunitaire). En décembre 2018, une équipe de recherche annonce la découverte, dans le corps d'une jeune femme de 20 ans déterrée à Gökhem dans l'ouest de la Suède, d'une ancienne souche de peste vieille de 4 900 ans. Celle-ci constitue la souche la plus ancienne de la peste jamais trouvée. La souche de Gökhem porte les marques génétiques de la peste pneumonique,. Des études récentes ont montré que l'ADN de la peste peut être détecté dans la pulpe des dents des premiers squelettes de l'âge du bronze en Europe. Jusqu'à 8 % des squelettes étudiés hébergent ce qui était probablement la bactérie qui a causé leur mort.
L'hypothèse majoritaire place l'origine de la peste dans son foyer d'Asie centrale. Une étude a montré que la maladie sévissait déjà dans le voisinage de la Chine, où l'ancêtre commun des bacilles actuels serait à rechercher il y a plus de 2 600 ans.
Une hypothèse minoritaire, avançant que la peste était présente dans l’Égypte pharaonique, place l'origine de la peste dans son foyer africain (Angola).

### Description historique
La peste est nommée depuis l'Antiquité. Selon J.-N. Biraben, les médecins décrivent correctement la peste à partir du XVe siècle et ne la confondent plus avec aucune autre affection. 
Au VIe siècle, Grégoire de Tours écrit :

« … on compta, un dimanche, dans une basilique de Saint-Pierre, trois cents corps morts. La mort était subite ; il naissait dans l’aine ou dans l’aisselle une plaie semblable à la morsure d’un serpent ; et ce venin agissait tellement sur les hommes qu’ils rendaient l’esprit le lendemain ou le troisième jour ; et la force du venin leur ôtait entièrement le sens. »

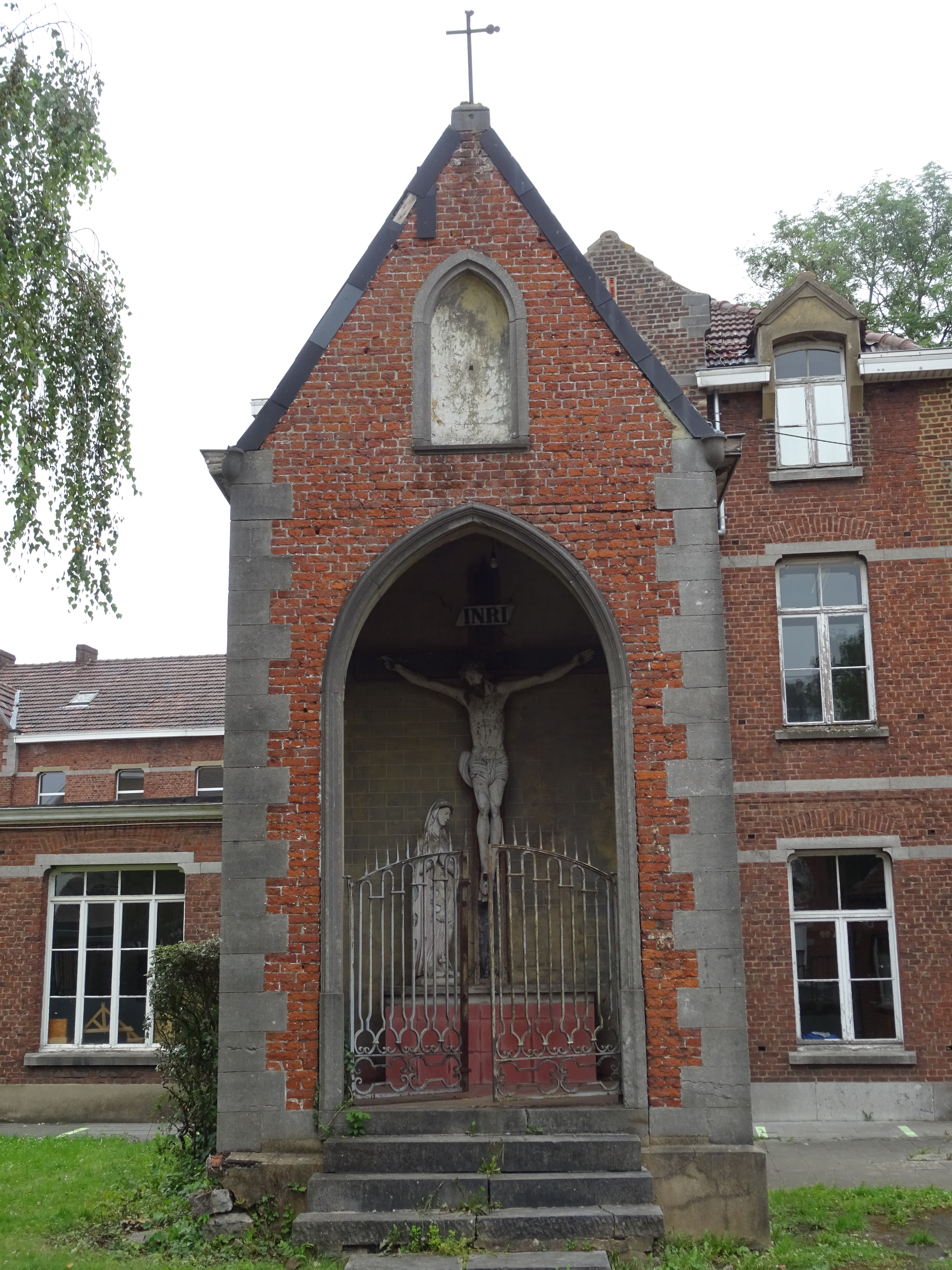
La chapelle Saint-Roch à Braine-le-Comte (Belgique), édifiée pour rappeler l’ancien cimetière des victimes de la peste qui était établi à cet endroit au XVIe siècle.

Plus tard au XVIe siècle, Nicolas de Nancel en donne la description suivante :

« Or donques la peste est une fièvre continue, aiguë et maligne, provenante d'une certaine corruption de l'air extérieur en un corps prédisposé : laquelle étant prise par contagion se rend par même moyen communicable & contagieuse : résidente aux trois parties nobles ; accompagnée de très mauvais & très dangereux accidents, & tendante de tout son pouvoir, à faire mourir l'homme, voire tout le genre humain. »

Selon les auteurs anciens, les épidémies de peste peuvent s'annoncer par des signes précurseurs : comètes, éclipses, tremblements de terre, orages violents, vol inhabituel des oiseaux, nuages en forme de cercueil, épidémies bénignes, réveil douloureux des cicatrices buboniques d'anciens pestiférés guéris…
Lorsque l'épidémie est déjà déclarée, les signes généraux du début (fièvre, céphalées, abattement) sont reconnus dès le XIVe siècle. Les charbons (escarre sur-infectée d'une piqûre de puce) sont mentionnés au XVIIe siècle (sans la reconnaissance du rôle de la puce). Les bubons sont cités au VIe siècle (Grégoire de Tours), leur description est précisée par les médecins arabes, pour être universellement reconnus comme caractère distinctif et essentiel à partir du XVe siècle. Il en est de même pour les complications hémorragiques et les formes pulmonaires. Les signes neurologiques (hallucinations, délire…) sont signalés dès le VIe siècle.
Les pestes historiques présentent quelques différences avec la peste moderne : plus grande fréquence des morts subites ou formes foudroyantes (en quelques heures), surtout lorsque l'épidémie commence, et la grande importance des vomissements.
La tradition signale que plusieurs professions sont épargnées : les chevriers, cochers et palefreniers (car l'odeur des chèvres et des chevaux repousse les puces du rat), et les porteurs d’huile (l’huile repousserait aussi les puces), les forgerons (le bruit et le feu de la forge éloignent les rats) ainsi que les tonneliers. D'autres sont à haut risques comme les tailleurs, drapiers, chiffonniers, lavandières… (exposés aux puces), ou encore meuniers, boulangers, bouchers (exposés aux rats).

### Conceptions historiques
Les multiples interprétations de la peste engendrent autant de réponses qui peuvent se combiner entre elles.

#### Colère divine
Dans l'Antiquité, des sacrifices étaient faits pour calmer un Dieu offensé. Le christianisme reprend cette conception, et appelle à la clémence divine par les prières, les confessions et les pénitences. Les saints les plus invoqués sont saint Roch et saint Sébastien (voir Saints antipesteux) ; des messes sont dites, des offrandes sont faites (cierges gigantesques, cordons de cire faisant le tour des remparts) ; des processions ou pèlerinages sont organisés (transport de saintes reliques, ou procession des flagellants).

#### Contagion surnaturelle
La peste est le fait d'êtres surnaturels : certains déclarent avoir vu le génie de la peste sous la forme d'une flamme bleue, que l'on voit flotter dans les rues et aller d'une maison à l'autre, dans d'autres lieux on voit un fantôme, une vieille femme, ou le diable lui-même. D'autres pensent que la peste peut se transmettre par le regard des pestiférés. Divers procédés magiques sont utilisés pour repousser les esprits malfaisants : enterrement debout, danses nues, exorcismes, inscriptions, croix fléchée, talisman, amulettes, pierres précieuses, protection par le chiffre quatre.

#### Empoisonnement provoqué
La peste est répandue volontairement par des groupes malveillants, contre lesquels on exerce représailles ou persécutions. En Russie, on accuse les Tatars et ce jusqu'au XVIIe siècle,  en Europe centrale les Bohémiens. Tout groupe nomade (voyageurs, pèlerins) peut être soupçonné. En Europe occidentale, au XIVe siècle, les Juifs et les lépreux sont accusés d'empoisonner les puits et les fontaines.
Les « engraisseurs » sont un groupe indéterminé qui enduit les murs et les portes des maisons de graisses maléfiques faites de pus de pestiférés. Cette peur des sorciers engraisseurs apparait à Palerme en 1526 et et se répand dans d'autres pays : à Bruxelles, en 1556, l'on dit que le canal maritime a été empoisonné, en Europe (Italie, France, Allemagne…) procès et condamnations se succèdent jusqu'au tournant du XVIIIe siècle. Le soupçon de « semeurs de peste » peut se porter sur des groupes professionnels (barbiers-chirurgiens, soignants, parfumeurs, croque-morts…) accusés de tirer profit de la peste.

#### Corruption de l'air et théorie miasmatique
La théorie médicale dominante de la peste est la corruption de l'air par des effluves souterrains (vapeurs pestilentielles), le sous-sol étant le lieu de la décomposition et de la corruption. Ces vapeurs infectes (miasmes) réalisent autant d'ascensions venimeuses qui retombent sur les hommes d'une région donnée. Le venin passe à travers les pores de peau pour corrompre les humeurs. Il peut se transmettre par les hommes d'un pays à l'autre. La peste est une pourriture des humeurs.
Contre le venin, on utilise des antidotes et contre-poisons : alexipharmaques, dont les bézoards, la thériaque, composée de multiples plantes, a été utilisée. Sa teneur en opium devait diminuer légèrement la diarrhée et les douleurs. On utilise aussi des antidotes animaux (chair, sang… d'animaux venimeux, comme la vipère). On pensait en effet qu'il devait exister un principe de protection dans la vipère, puisque la vipère vit avec son propre venin. La lutte contre les humeurs corrompues passe par leur évacuation : saignée, purge, incision des bubons à maturité, avec des querelles d'écoles sur l'utilisation et la combinaison de ces moyens.
La lutte contre les miasmes de l'air passe par de grands bûchers, des plantes aromatiques, des parfums, la fumée de tabac… Le masque à bec de canard imaginé par Charles Delorme, médecin de Louis XIII, contenait des plantes aromatiques, notamment de la girofle et du romarin, aux propriétés désinfectantes mais permettaient surtout de supporter l'odeur de la mort. En fait cette puanteur était considérée comme la cause du mal et sa manifestation tangible. Une éponge, placée devant la bouche et imprégnée de « vinaigre des quatre voleurs » (vinaigre blanc, absinthe, genièvre, marjolaine, sauge, clou de girofle, romarin et camphre) était censée protéger de la contagion.
Le traitement dit « électuaire des trois adverbes » : « cito, longe, tarde », (pars) vite, (va) loin, (reviens) tard – traitement pas toujours facile à mettre en œuvre, et susceptible de propager plus encore la maladie.

### Principales épidémies

#### Pestes incertaines
La peste était présente dès la haute Antiquité, et à l'âge du bronze. Elle s'est probablement manifestée avec l'urbanisation, mais ce qui est décrit sous le terme de peste ne peut être identifié avec suffisamment de certitude (descriptions historiques imprécises, manque de données de paléopathologie).
La peste est évoquée dans l'Ancien Testament comme un fléau envoyé par Dieu aux Hébreux. Le roi David est châtié par Dieu et doit faire le choix entre subir sept années de famine, trois mois de guerre, ou trois jours de peste ; il choisit la peste (Livre II Samuel 24). La peste des Philistins est au contraire envoyée pour défendre David (livre I Samuel 5), celle-ci a été considérée comme une première mention de peste bubonique, d'autres l'attribuent plutôt à une dysenterie ou à la bilharziose.
Les Grecs ont également subi de telles maladies. Ils attribuaient traditionnellement la peste à la vengeance d’Apollon comme cela est décrit dans l’Iliade. C’est avec un regard plus rationnel que Thucydide évoque une épidémie infectieuse survenue lors du conflit entre Sparte et Athènes, vers -430, et appelée traditionnellement « peste d'Athènes ». De nombreuses hypothèses ont été avancées pour identifier cette épidémie, notamment la rougeole, la variole, la grippe, le typhus ou encore la fièvre typhoïde. C'est cette dernière maladie qui aurait été identifiée par une recherche ADN sur la pulpe dentaire de cadavres retrouvés dans une sépulture de masse contemporaine de l'épidémie,. Cette identification a toutefois été contestée.
Dans le troisième livre de son ouvrage Géographie achevé sous le règne de l'Empereur Auguste, l'historien grec Strabon accusait déjà les mûes (terme grec ambigu pouvant aussi bien désigner les rats que les souris) de propager la peste et notait que les habitants de la Cantabrie (au nord de l'actuelle Espagne) payaient des chasseurs de rats (muothēroûntes) pour endiguer les épidémies,.
L’Empire romain connut d’importantes épidémies, en particulier à partir du IIe siècle de notre ère, la plus connue étant la peste antonine, qui sévit à Rome en 166. Galien nous en a laissé une description qui laisse penser que la maladie en question était en fait la variole (voir Peste antonine). La peste de Cyprien, évêque de Carthage ayant décrit une épidémie vers 250 a.p. J.-C., reste indéterminée.

#### Première pandémie: peste de Justinien
L'Antiquité tardive fut marquée par la peste de Justinien (seconde moitié du VIe siècle) identifiée avec une grande certitude à la peste bubonique. Par la suite la peste semble disparaître de l'Occident au début du Moyen Âge.

#### Deuxième pandémie: peste noire

Carte de propagation de la peste noire.

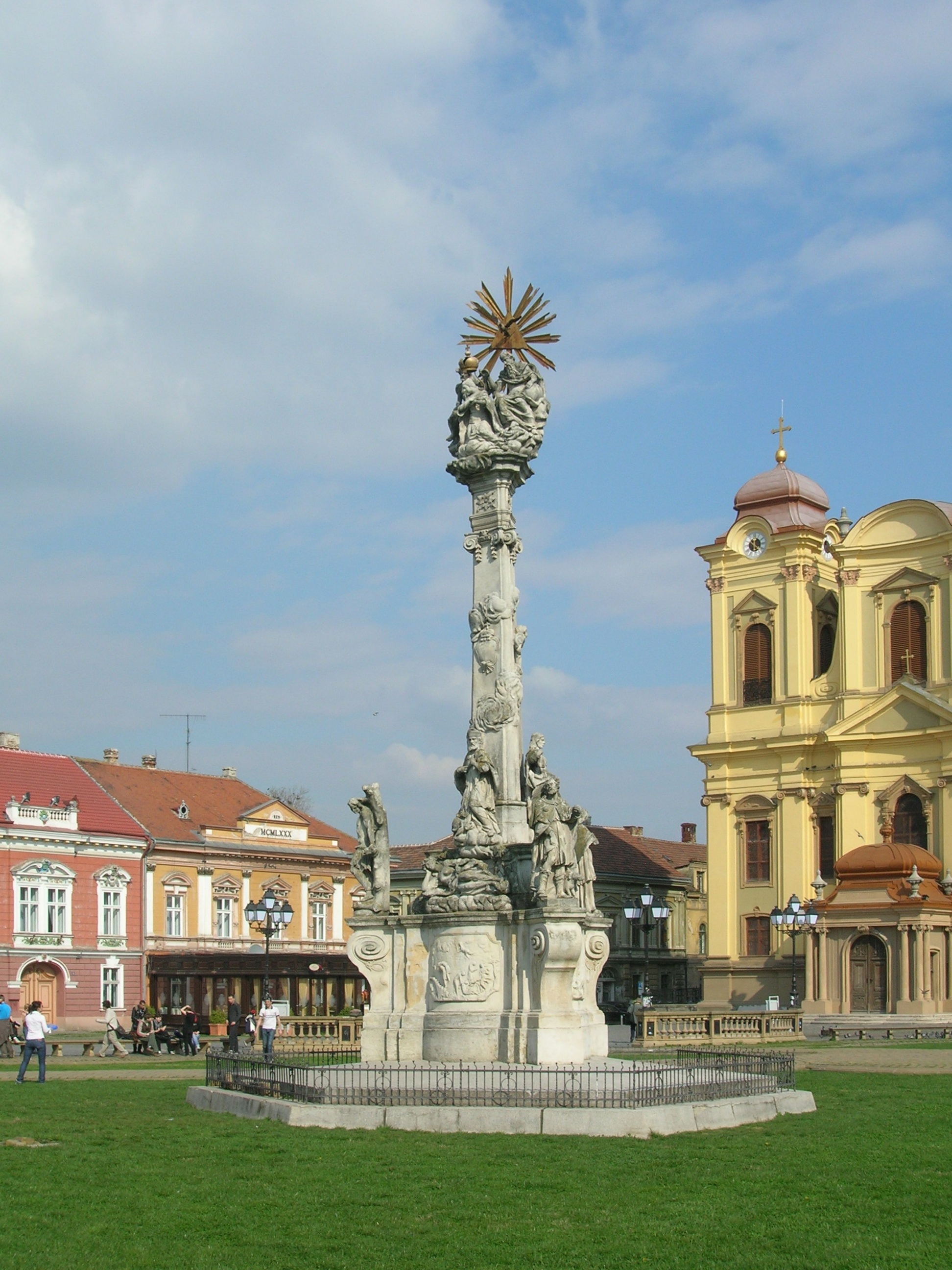
La colonne de la Peste de Timișoara (Roumanie), offerte par Johann Anton Deschan von Hansen par gratitude pour avoir survécu à la peste de 1738-1739.

En 1347, des navires infectés abordent en Europe et déclenchent une épidémie dont mourra un quart de la population occidentale en quelques années. Les recherches archéologiques récentes ont confirmé qu'il s'agissait d'une épidémie due au bacille Yersinia pestis.
À partir du XVIe siècle, l'Europe découvre les mesures d’isolement (exemple : mur de la peste dans le Comtat Venaissin) et séparation des malades dans les hôpitaux, avec désinfection et fumigation des maisons, isolement des malades, désinfection du courrier et des monnaies, création d’hôpitaux hors les murs, incinération des morts. À cette époque, les théâtres londoniens sont automatiquement fermés pour limiter la contagion, lorsque le nombre de morts de la peste dans la capitale dépasse quarante par semaine. Les fermetures durent plusieurs mois, parfois plus d'une année. La mise en place de patente maritime, de billet de santé ou passeport sanitaire, de quarantaine systématique des navires suspects s’avère efficace pour éviter de nouvelles épidémies, chaque relâchement de l’attention rappelant sans tarder les conséquences possibles.
Ainsi, jusqu'au XVIIIe siècle, des épisodes majeurs de peste sont encore signalés régulièrement en Europe, comme à Toulouse en 1628–1633 et dans le Nord de l'Italie, la grande peste de Londres en 1665–1666, la peste de Marseille en 1720, Londres en 1764, Moscou en 1771. Des flambées de la maladie se sont également produites dans des territoires proches du continent, comme aux îles Canaries (à San Cristóbal de La Laguna en 1582),. L'ensemble des mesures mises en place à partir du XVIe siècle, d'abord municipales puis étatiques comme le cordon sanitaire au XVIIIe siècle, conduit progressivement à l'élimination de cette pandémie.
Dans le monde musulman, l'Empire ottoman adopte en 1841 ces mesures européennes issues de trois siècles d'expérience, pour les appliquer sévèrement sur tout le territoire. Les Turcs éliminent en un an la peste du bassin méditerranéen, même dans les régions où les rats et les puces restent abondants. Il subsiste des cas sporadiques dont les foyers sont rapidement étouffés.

#### La troisième pandémie (peste moderne)
Appelée aussi peste de Chine ou de Mandchourie, cette pandémie naît au milieu du XIXe siècle sur les hauts plateaux d'Asie centrale. En 1891, elle est signalée à la frontière du Tonkin et de la Chine, elle explose à Canton et Hong Kong (1894), puis à Bombay (1896) et à Calcutta (1898). Elle fait le tour de la mer d'Oman, du golfe Persique et de la mer Rouge. Elle touche alors de nombreux ports sur tous les continents, où elle est le plus souvent bloquée par les mesures prises. En France, ont été touchés Marseille (1902), 33 cas en quarantaine sur l'archipel du Frioul, dont 6 décès, et Paris lors de l'épidémie de peste de 1920, une centaine de cas dont 34 décès (quartier des chiffonniers de Saint-Ouen), contamination par péniche venue du Havre. La dernière épidémie de peste en France a été celle d'Ajaccio (Corse) en 1945, avec 13 cas dont 10 décès.

### Découvertes scientifiques
Cette dernière pandémie donne lieu à l'ensemble des découvertes modernes sur la peste. Yersin découvre le bacille responsable de la peste (1894) et un sérum anti-pesteux (1896). La sérothérapie sera mise au point en 1908 par Calmette, Yersin et Borrel. En 1912, Édouard Dujardin-Beaumetz démontre le rôle des marmottes comme réservoir sauvage. En 1898, Simond démontre le rôle de la puce, mais sa découverte sera accueillie avec scepticisme et sarcasmes pendant une dizaine d'années. En 1963, Baltazard montre l'existence d'une peste tellurique.

### Arme bactériologique
En 1346, les Tatars assiègent le port de la colonie génoise de Caffa en Crimée. Leur chef, le khan Djanibek, décida de catapulter des cadavres pestilentiels sur les habitants de la ville, qui furent décimés par la maladie. Il est probablement, sans le savoir, l'un des premiers utilisateurs d'une arme biologique. Le départ précipité de nombreux Génois vers l'Europe contribua à la naissance de la peste noire.
La peste a été utilisée comme arme par l’armée impériale japonaise lors de l’invasion de la Chine, notamment dans la région de Changde. Ces armes furent utilisées après des essais menés par des unités de recherche bactériologiques comme l'unité 731 pratiquant des expérimentations sur des humains.
Plus tard, les Américains, qui avaient gracié les criminels de guerre de l'équipe de Shiro Ishii, et les Russes, qui avaient condamné pour crimes de guerre douze Japonais lors du procès de Khabarovsk, ont travaillé sur des aérosols de Yersinia pestis. Le germe pourrait rester viable une heure sur une distance de 10 km. Selon un rapport de l'OMS en 1970, dans le pire des scénarios, si 50 kg de Yersinia pestis étaient largués en aérosol au-dessus d'une ville de 5 millions d'habitants, la peste pulmonaire pourrait toucher 150 000 personnes occasionnant 36 000 décès. Toutefois, la recherche américaine n'a pas réussi à produire de telles quantités de bacilles pesteux et le programme a été arrêté en 1970.

## Représentations et significations
Depuis le Moyen Âge, le rôle de la peste dans l'histoire des sociétés humaines apparait comme très important. Outre ses conséquences directes (démographiques, économiques, politiques et militaires), la peste influence la culture, les arts et la littérature, la pensée religieuse et philosophique.
Elle met à l'épreuve les rapports sociaux, suscitant la peur, l'angoisse, révoltes et violences ; ou au contraire la solidarité et l'entraide. La peste est le ressort d'origine de la coopération sanitaire internationale. Elle marque de son empreinte de nombreuses activités humaines de la vie quotidienne.

### Art pictural
Les mystères entourant l'épidémie, la mort et l'influence des récits antiques et bibliques sur les croyances populaires ont largement inspiré les auteurs et artistes jusqu'à la Renaissance. À partir des textes bibliques, Nicolas Poussin représente dans La Peste d’Ashdod (1630) les Philistins frappés par la peste en transformant l'anecdote en mythe. Le châtiment de David (retraçant le choix du roi entre la guerre, la famine et la peste dans Livre II, Samuel), est figuré dans la peinture classique du XVIIe siècle. Sébastien Bourdon réalise une gravure intitulée Peste de David. Castiglione grave Les Trois Jours de peste.
Les « danses macabres » constituaient des représentations d’épisodes de peste, notamment celle de l'église de Lübeck (1460), aujourd'hui disparue.
Les peintures murales de l'église romane Saint-Martin de Jenzat sont de très rares représentations médiévales de malades présentant les stigmates de la peste bubonique ou peste noire. Il existe également de nombreuses représentations de saints anti-pesteux, comme celles de saint Roch, à vocation apotropaïque.
Le thème de la peste inspira de nombreux artistes tels que Jacques Louis David (Saint Roch intercède auprès de la Vierge pour la guérison des pestiférés, 1780), Michel Serre, Raphaël, Antoine-Jean Gros (Bonaparte visitant les pestiférés de Jaffa), Jules-Élie Delaunay et Jean-François de Troy.

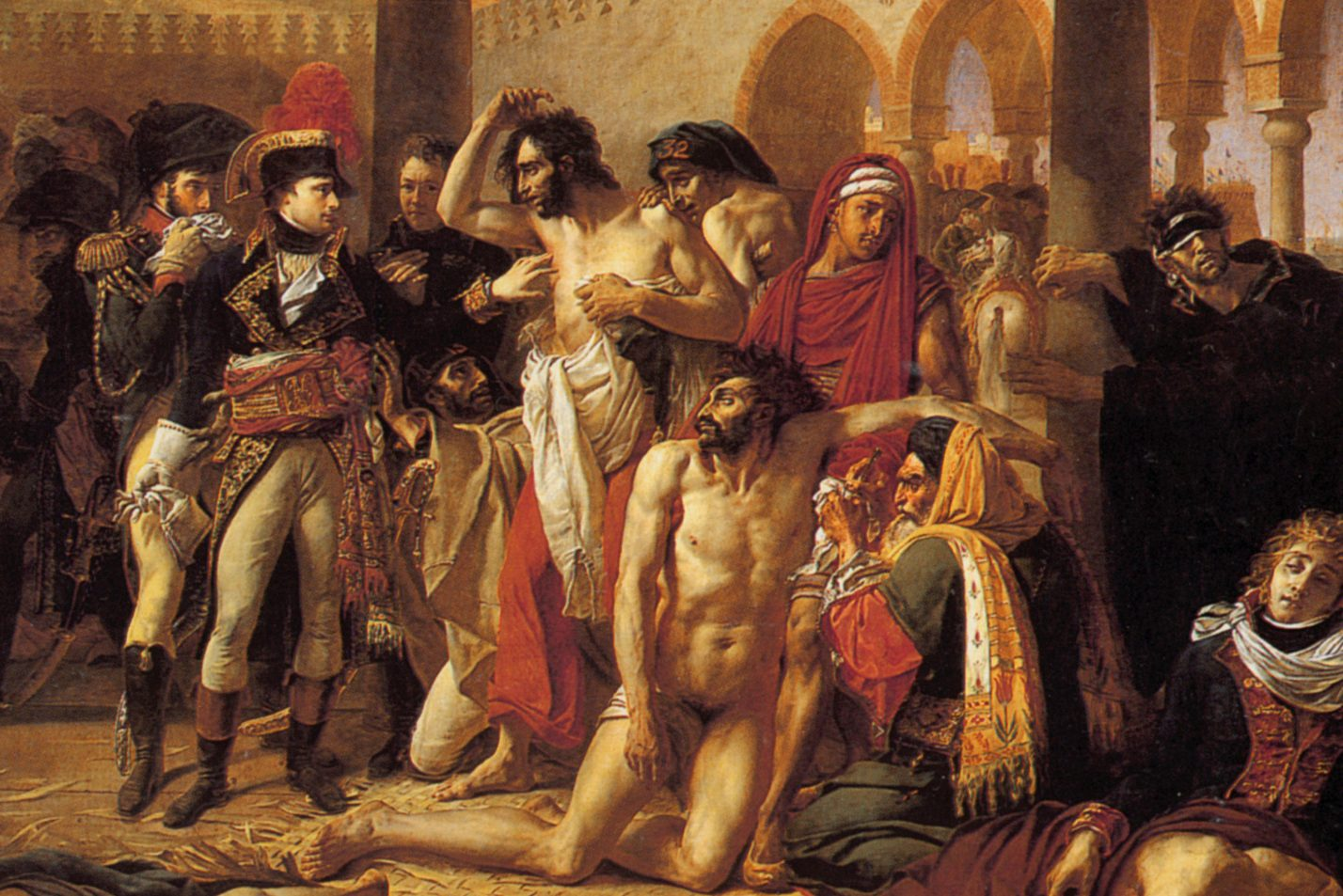
Détail de la peinture d'Antoine-Jean Gros Bonaparte visitant les pestiférés de Jaffa.
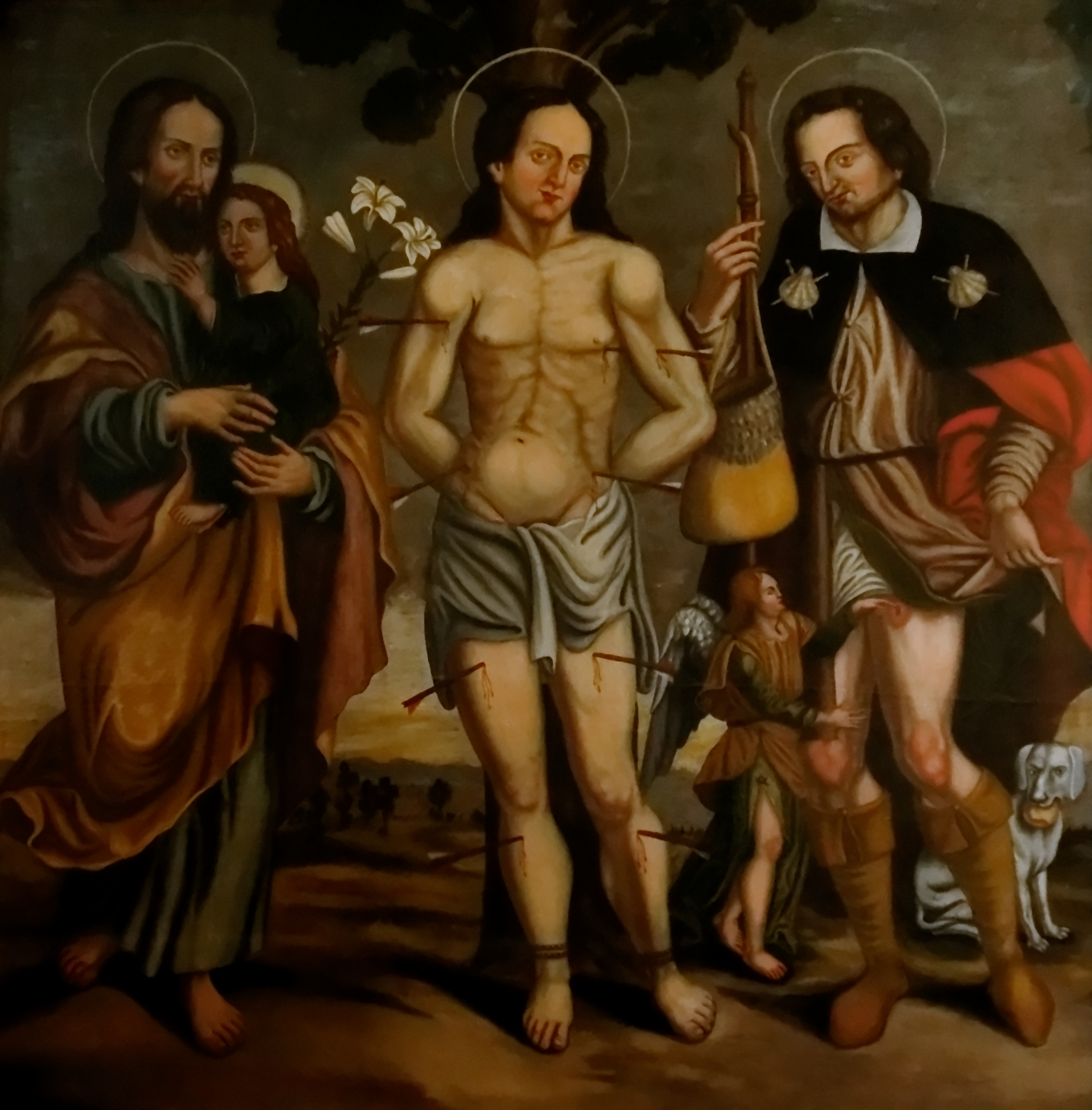
Saint Roch (à droite) et saint Sébastien (au centre) sont deux saints protecteurs de la peste, église St-Barthélémy de Vaugines.
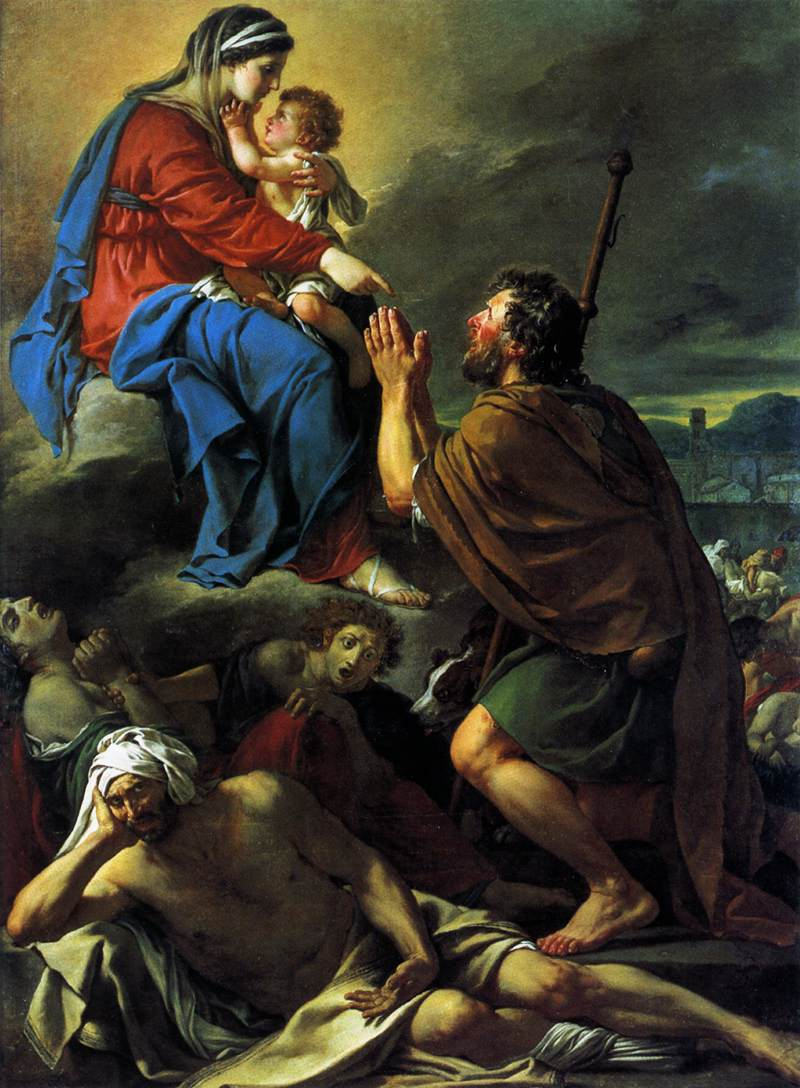
St Roch intercède auprès de la Vierge pour la guérison des pestiférés de Jacques Louis David.

### En littérature
- Boccace, dans son recueil de cent nouvelles Le Décaméron (1349-1353), décrit l'impact de la peste noire sur la vie sociale à Florence entre 1349 et 1353.
- Jean de La Fontaine, dans la première fable du livre VII situé dans le deuxième recueil de ses Fables (1678), intitulée Les Animaux malades de la peste, décrit une société animale touchée par la peste et qui voit en cette maladie le châtiment de ses péchés.
- Daniel Defoe, dans son Journal de l'année de la peste (1722), donne la parole à un narrateur, H. F., qui expose sous forme de compte rendu le visage de Londres durant l'épidémie de peste de 1665, qui a fait plus de 100 000 victimes.
- Alexandre Dumas consacre le chapitre 16 de la quatrième partie du Comte de Moret (1865) à une description saisissante de la peste de Lyon en 1629-1630.
- Albert Camus, dans son roman La Peste (1947), décrit la vie quotidienne à Oran durant une épidémie fictive de peste vers 1940. Dans sa pièce L'État de siège (1948), la peste est l'antagoniste qui prend le contrôle d'une ville en Andalousie.
- Alessandro Manzoni, dans son roman Les Fiancés, évoque longuement l'épidémie de peste à Milan de 1629 à 1631.
- Fred Vargas, dans Pars vite et reviens tard (2001), envisage une menace d'épidémie de peste à Paris.
- Bernard Werber, dans le roman d'anticipation Demain les chats (2016), imagine aussi une peste qui s'installe à Paris à la faveur d'une dévastation générale causée par une guerre civile.
- Connie Willis fait référence à la Peste noire dans son roman primée Le Grand Livre en 1992[77].
- Dans la fiction historique Les Nuits de la peste (2021), Orhan Pamuk imagine l'arrivée de la peste en 1901 sur une île fictive de l’Empire ottoman.

### Dans la vie quotidienne
La peste est à l'origine de l'hygiène urbaine (cimetières transférés à la périphérie des agglomérations, nettoyage des villes facilité par le pavage des rues, enlèvement régulier des ordures...). C'est pour lutter contre la peste que les habitations traditionnelles des villes et villages proches de la Méditerranée sont blanches car badigeonnées à la chaux.
L'industrie des parfums, comme l'eau de Cologne, s'est développée pour combattre la peste. La peste est aussi responsable de la diffusion du tabagisme, la fumigation du tabac en pipe étant au départ un moyen de défense contre les miasmes de la peste,.
La peste influence le développement de la bijouterie, en particulier celui des pierres précieuses, utilisées comme amulettes de protection. La peste est à l'origine du solitaire et de la bague de fiançailles : c'est pour protéger sa fiancée de la peste que le jeune homme offrait une bague à sa fiancée qu'elle mettait à l'annulaire de la main gauche (la main du cœur et du bouclier).

### Dans le langage courant
Autrefois, trois mots résumaient les précautions à prendre contre la peste : « cito, longe, tarde » (« vite, loin et longtemps »), sous-entendant que dès l’apparition des premiers signes de la maladie dans un lieu, il fallait partir vite, aller loin et y rester longtemps.
Le mot peste est devenu au fil du temps un qualificatif pour toute épidémie infectieuse, surtout dans l’Antiquité et au Moyen Âge. Il est entré dans le langage populaire pour désigner une chose ou une personne pernicieuse, malicieuse, mauvaise ou espiègle, puis dans des expressions telle que « fuir quelque chose comme la peste », marquant la volonté d'éviter quelqu'un ou une chose de manière absolue. À partir du qualificatif de ceux qui ont « eu » ou qui « donnent » la peste, le mot peste a ainsi pu former la base de nom usuel de personnes — par exemple dans la langue bretonne —, de verbes — par exemple c'est à la base du verbe « taquiner » en néerlandais ou bien « pester » en français.
Le mot empester signifie aujourd'hui dégager une mauvaise odeur, mais son origine est directement liée à la théorie miasmatique, où la puanteur pouvait être, en elle-même, un agent de la peste. En 1880, avec la découverte des microbes, les experts peuvent affirmer « tout ce qui pue ne tue pas, et tout ce qui tue ne pue pas ».

### En philosophie
Pour Michel Foucault dans les Anormaux et dans Surveiller et punir, la peste fait apparaître une technique de pouvoir spécifique. Il lui oppose la lèpre.
Ainsi, au Moyen Âge, on excommuniait le lépreux : on allait même jusqu'à lui prononcer une oraison funèbre, puis on l'expulsait des villes. C'est là une stratégie ancienne du pouvoir, qui consiste à extérioriser la maladie. Avec la peste, tout est différent. On quadrille les villes : les villes sont sous l'autorité d'un préfet, qui les subdivise en quartiers, les quartiers en districts, les districts en blocs, etc. imposant des hiérarchies et des contrôles à tous les échelons. Un responsable de rue passe et vérifie chaque maison à intervalle régulier, invitant les appelés à se présenter à une fenêtre désignée. « Si un ne se présentait pas, c'est qu’il était couché. S’il était couché, c’est qu’il était malade. S’il était malade, c'est qu’il était dangereux ».
Michel Foucault généralise ensuite cette idée de peste : de la conception de la lèpre qui excluait les lépreux en masse, le pouvoir préfère à présent, dit Foucault, quadriller, afin d'appliquer sa puissance normative sur les individus. Le but, selon Foucault, n’est plus de purifier la population, mais de produire une population saine.

### Au cinéma et à la télévision
Dans l'épisode 18 de la saison 2 de Dr house, les médecins peinent à diagnostiquer une peste bubonique, devenue rare aux États-Unis.
Dans l'épisode 22 de la saison 2 de NCIS : enquêtes spéciales, Anthony DiNozzo est infecté par la peste pneumonique, génétiquement modifiée pour resister aux antibiotiques.

#### Évocations littéraires
- Boccace, Décaméron, 1349-1353.
- Jean de La Fontaine, Les animaux malades de la peste.
- Daniel Defoe, Journal de l'année de la peste, 1722. Description de l'épidémie de peste à Londres en 1665.
- Hermann Hesse, Narcisse et Goldmund, 1930.
- Antonin Artaud, « Le théâtre et la peste », dans Le Théâtre et son double, 1938.
- Albert Camus, La Peste, 1947.
- Marcel Pagnol, Le Temps des secrets, 1960.
- Marcel Pagnol, « Les Pestiférés », dans Le Temps des amours, 1977.
- Robert Merle, Fortune de France. Fresque historique s'étendant de 1547 à 1661, publiée entre 1977 et 2003.
- Connie Willis, Le grand livre, 1992.
- Fred Vargas, Pars vite et reviens tard, 2001. (Porté à l'écran avec le même titre par Régis Wargnier).
- Gilbert Bordes, La Peste noire, 2007.
- Ken Follett, Un monde sans fin, 2008.
- Patrick Deville, Peste et Choléra, éditions du Seuil, 2012, coll. « Fiction & Cie ».
- Degüellus, Pestilence, Trash éd., 2013, coll. « Trash »
- Franck Thilliez, Pandemia (Fleuve noir) 2015

#### Évocations picturales
- Antoine-Jean Gros, Bonaparte visitant les pestiférés de Jaffa, 1804.
- Peintures murales de l'église romane Saint-Martin de Jenzat, uniques représentations médiévales de malades présentant les stigmates de la peste bubonique ou peste noire (Yves Morvan, « La peste noire à Jenzat », Bulletin historique et scientifique de l'Auvergne, Clermont-Ferrand, vol. 92, no 682, p. 89-102, 1984).
- Nicolas Poussin, La peste des Philistins.